# Julio Camelo Martínez
Julio Camelo Martínez  (Monterrey, Nuevo León; 30 de octubre de 1937 - Ciudad de México , 25 de abril de 2020) fue un economista y político mexicano que fue diputado federal y alcalde de Monterrey

## Biografía
Nació en Monterrey el 30 de octubre de 1937, siendo el mayor de los cuatro hijos del Dr. Manuel Camelo Camacho y Carmen Martínez Lozano de Camelo; fue nieto del Dr. Gregorio D. Martínez, que también fue alcalde de Monterrey y primo hermano del exgobernador de Nuevo León Pedro Zorrilla Martínez. Estudió economía en la Universidad  Nacional Autónoma de México donde se licenció en el año 1959.

## Carrera política
Desde 1956 participó en la gestión del Partido Revolucionario Institucional (PRI) y en la Confederación Nacional de Organizaciones Populares (CNOP) donde fue nombrado director técnico y secretario del interior del comité ejecutivo. Fue el  delegado general de la CNOP- PRI en 13 entidades federativas de México. Ha ejercido numerosos cargos públicos a nivel federal y estatal entre los que destacan el de representante del Gobierno del Estado de Nuevo León en México, D.F. ,  el de Secretario general de Gobierno del estado de Nuevo León y el de Presidente municipal de Monterrey, N.L.

En la política gubernamental participó en dos legislaturas del Congreso de la Unión de México como Oficial mayor de la Gran Comisión de la H. Cámara de Diputados por el II distrito del D.F. en la XLVII Legislatura (1967-1970) y posteriormente por el distrito VII de Nuevo León en la XLIX Legislatura (1973- 1976). La toma de posesión del cargo de diputado federal obligó a Julio Camelo a renunciar a la alcaldía de Monterrey siendo sustituido por el doctor Roberto Garza González. Justo al término de su administración como alcalde, en 1973, el Ayuntamiento de Monterrey acordó en pleno nombrar una calle en su honor. Camelo Martínez ostentó el poder local entre el 1 de enero de 1972 y el 27 de marzo del año siguiente,  como ya hiciera su abuelo Gregorio D. Martínez en el año 1913.

## Cargos desempeñados en instituciones públicas
Ha desempeñado una gran cantidad de funciones dentro de la administración pública y en grandes compañías mexicanas como Petróleos Mexicanos y Algodonera Comercial Mexicana, S.A.. Dentro de la petrolera fue director corporativo de administración, Auditor general de seguridad industrial, protección ambiental, ahorro de energía y desarrollo social y Coordinador ejecutivo de recursos humanos de Pemex. En Algodonera Comercial Mexicana ocupó el cargo de director general.
Llevó a cabo proyectos en distintos ámbitos, especialmente en la política educativa, agrícola y de desarrollo social. Fue Asesor del C. Secretario de la Secretaría de Gobernación y de Desarrollo social, Subsecretario de planeación educativa de la secretaría de educación pública, Presidente del Consejo directivo del Instituto Latinoamericano de la Comunicación Educativa (ILCE), Coordinador general para la descentralización educativa de la Secretaría de Educación Pública, Subsecretario de planeación e infraestructura agraria de la secretaría de la reforma agraria, Secretario ejecutivo de la comisión nacional de la industria azucarera y de azúcar, S.A. de C.V., director general y delegado fiduciario especial del Fideicomiso para Obras Sociales a Campesinos Cañeros de Escasos Recursos (FIOSCER), Vocal ejecutivo y delegado fiduciario especial del fideicomiso comisión promotora Compañía Nacional de Subsistencias Populares (CONASUPO) para el mejoramiento social, secretario particular del C. procurador general de la república y director general de relaciones públicas e información de la P.G.R.
Julio Camelo Martínez falleció en Monterrey, el 25 de abril de 2020, a los 82 años de edad.